# Tutelina elegans
Pour les articles homonymes, voir Attus elegans.
Espèce
Synonymes
- Attus elegans Hentz, 1846
- Attus superciliosus Hentz, 1846
- Maevia cristata C. L. Koch, 1846
- Maevia aurulenta C. L. Koch, 1846
- Attus tibialis Peckham & Peckham, 1883

Tutelina elegans est une espèce d'araignées aranéomorphes de la famille des Salticidae.

## Distribution
Cette espèce se rencontre au Canada  en Ontario et au Québec, aux États-Unis au Connecticut, au New Jersey, au Caroline du Sud, en Ohio, au Michigan, au Minnesota, en Illinois, au Missouri, au Kansas, en Arkansas, au Texas et au Mississippi,.

## Description

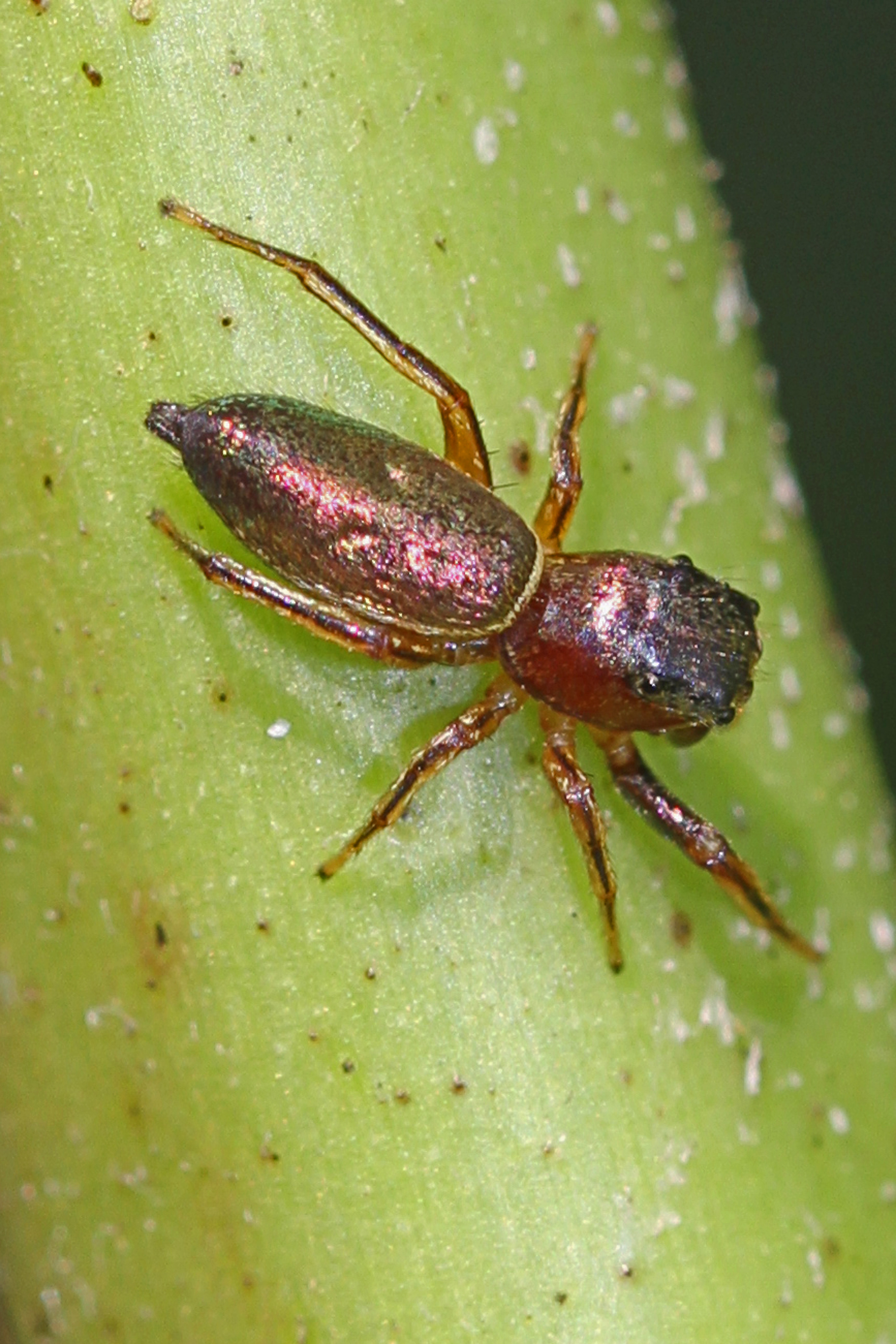
Tutelina elegans

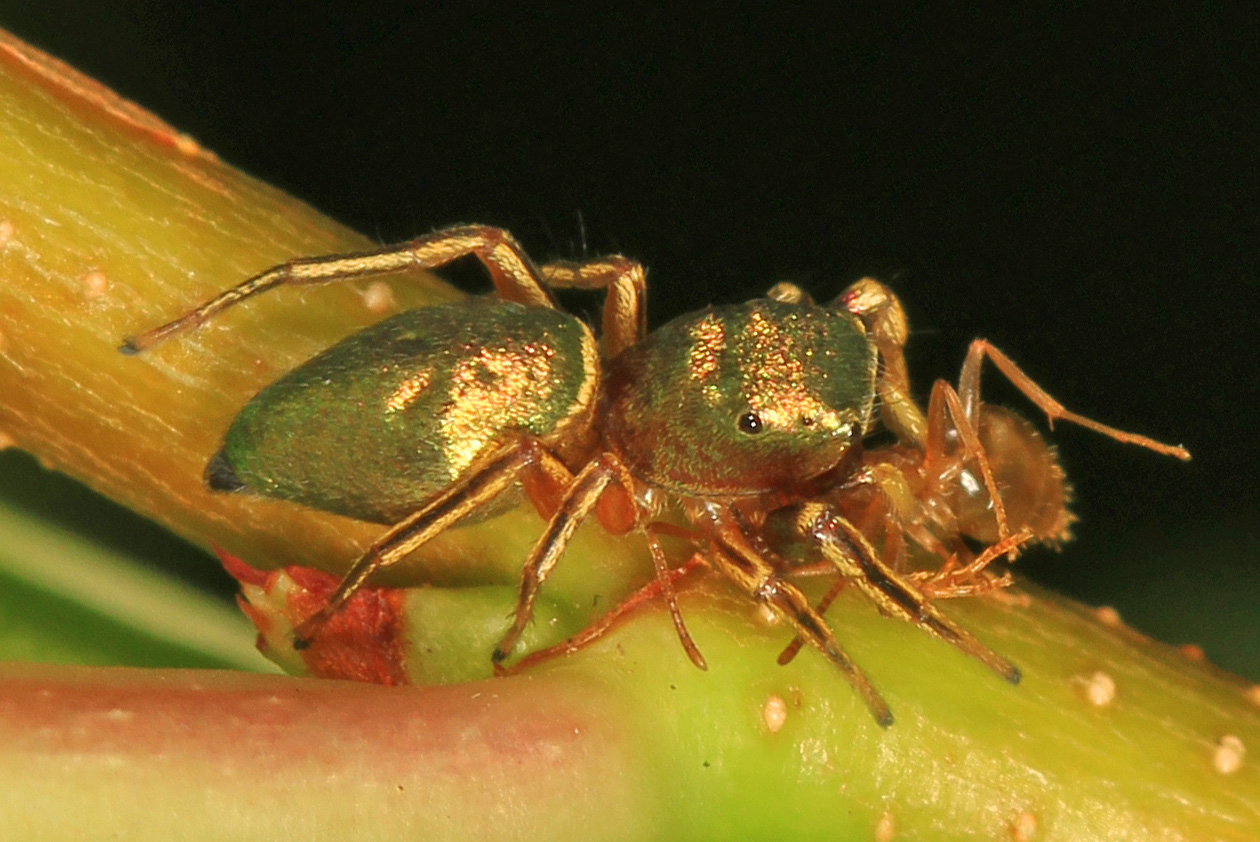
Tutelina elegans

Les mâles mesurent de 4,0 à 4,5 mm et les femelles de 5,5 à 7,0 mm.

## Publication originale
- Hentz, 1846 : Descriptions and figures of the araneides of the United States. Boston Journal of Natural History, vol. 5, p. 352-370 (texte intégral).